# Fitofluene
Il fitofluene è un carotenoide di color arancione presente nei pomodori e in altri vegetali.
È il secondo prodotto della biosintesi dei carotenoidi. È formato dal fitoene in una reazione di desaturazione che porta alla formazione di cinque doppi legami coniugati.